# Perenco
Perenco là một công ty dầu khí Anh-Pháp trụ sở tại Luân Đôn và Paris. Công ty có hoạt động thăm dò và khai thác tại 16 quốc gia trên toàn thế giới: Biển Bắc, Cameroon, Gabon, Cộng hòa Congo, Cộng hòa Dân chủ Congo, Guatemala, Ecuador, Colombia, Peru, Venezuela, Brasil, Belize, Tunisia, Ai Cập, Thổ Nhĩ Kỳ, Iraq và Việt Nam.
Perenco có những hoạt động trên đất liền và ngoài khơi với sản lượng vào khoảng 375.000 thùng dầu mỗi ngày  Lưu trữ ngày 10 tháng 9 năm 2013 tại Wayback Machine.

## Lịch sử
Từ năm 1975, những quyết định kinh doanh khôn ngoan và chính sách phát triển hoạt động đã cho ra đời Perenco nhằm theo đuổi một chiến lược mở rộng ổn định.
Được thành lập bởi Hubert Perrodo (1944-2006), tập đoàn Perenco bắt đầu hoạt động trong ngành công nghiệp dầu khí từ năm 1975, khởi nguồn là một công ty dịch vụ hàng hải có trụ sở tại Singapore.
Trong vòng một vài năm, tập đoàn đã cung cấp tàu dịch vụ, sà lan, và tàu lai dắt cho hoạt động thăm dò và khai thác của các công ty trong khu vực Đông Nam Á và vùng Vịnh Ba Tư. Các dịch vụ sớm được đa dạng hóa với sự có mặt của tàu chở dầu và sà lan dịch vụ.
Năm 1980, tập đoàn thành lập công ty khoan Techfor và xây dựng một đội giàn khoan, giàn khoan tự nâng, sà lan khoan và giàn khoan trên đất liền. Trong năm 1982, tập đoàn đã mua lại công ty khoan Cosifor của Pháp. Perenco sau đó mở rộng sang hoạt động thăm dò và khai thác, có được một mỏ dầu và khí với trữ lượng đã được chứng minh trên đất liền ở Mỹ. Sau khi thoái vốn của mảng khoan vào năm 1992, Perenco đã thành công trong việc mua lại các hoạt động khai thác ở nhiều nơi trên thế giới  Lưu trữ ngày 8 tháng 9 năm 2013 tại Wayback Machine.
Tại Việt Nam, toàn bộ số tài sản của ConocoPhillips đã được chuyển nhượng cho Perenco vào đầu năm 2012 bao gồm cổ phần của 2 lô 15-1, 15-2 thuộc mỏ Cửu Long và 16,3% cổ phần của đường ống Nam Côn Sơn dài 393 km dẫn khí từ mỏ này về Vũng Tàu .